# Severiano Álvarez
Severiano Álvarez Álvarez (Cuevas del Sil, 4 de enero de 1933 - Ponferrada, 23 de septiembre de 2013) fue un escritor español en asturleonés y castellano.

## Obra
Tanto su prosa como su poesía estuvieron siempre principalmente ligadas a la naturaleza y a los valores autóctonos tanto de la comarca tradicional de Rivas del Sil, lugar de su nacimiento, como del valle de Laciana, donde residió, concretamente en Villablino, desde 1985 hasta el día de su muerte.
En 2006 fue uno de los escritores escogidos, junto a destacados autores en leonés como Eva González Fernández o Roberto González-Quevedo, para participar en la edición conmemorativa de la obra El Dialecto Leonés de Ramón Menéndez Pidal, donde además de recogerse el facsímil de la primera edición y de las encuestas realizadas por el creador de la escuela filológica española, se adjuntaban 11 obras de diversos escritores en este idioma, entre los que los poemas Il rebochu'l xardunal y Flor xilvestre, de este autor, ejemplificaban el cultivo literario en el dialecto propio de su lugar de procedencia, popularmente conocido como patsuezu.

## Publicaciones

### En leonés

#### Obra individual
- Cousas de Aiquí , Cuevas del sil (1987).
- La gouta d'augua. Cuentacuentus (2008).

#### Obra colectiva
- Álvarez, Severiano (2006). El Dialecto Leonés, edición conmemorativa. Poemas Il rebochu'l xardunal y Flor xilvestre. (en leonés). El Buho Viajero. p. 119. ISBN 84-933781-6-X.
- Cuentos del Sil (en leonés). 2006. ISBN 84-611-0061-1.

### En castellano
- Llamada procedente (2000).[5]